# Europejski Mechanizm Stabilności
     Państwa członkowskie ESM
     Pozostałe państwa członkowskie UE

Państwa członkowskie ESM
Pozostałe państwa członkowskie UE

Europejski Mechanizm Stabilności (ang. European Stability Mechanism, ESM) – jeden z głównych mechanizmów przywracania stabilności finansowej gospodarek państw strefy euro. Został powołany traktatem podpisanym przez 17 państw tworzących unię walutową w ramach UE, w reakcji na wydarzenia związane z tzw. kryzysem zadłużeniowym. Działalność ESM zainaugurowano podczas pierwszego posiedzenia Zarządu 8 października 2012 roku. ESM w połowie 2013 roku zastąpił dwa inne mechanizmy wsparcia finansowego, powołane tymczasowo w pierwszej fazie kryzysu: Europejski Mechanizm Stabilizacji Finansowej oraz Europejski Instrument Stabilności Finansowej.

## Cel
Celem Europejskiego Mechanizmu Stabilności jest zapewnienie stabilności finansowej wewnątrz strefy euro, dzięki dostarczeniu wsparcia finansowego gospodarkom, które przeżywają lub są zagrożone wystąpieniem poważnych trudności finansowych. Tym samym ESM powinien przyczynić się do przerwania obserwowanego sprzężenia między zadłużeniem rządów a sytuacją sektora instytucji finansowych (tzw. śmiertelna pułapka). Jednocześnie podjęcie działań stabilizacyjnych na szczeblu wspólnotowym jest uzasadnione ze względu na obserwowaną silną współzależność między gospodarkami strefy euro. W konsekwencji pogorszenie sytuacji finansowej jednego z państw członkowskich znajduje wyraz w ograniczeniu stabilności pozostałych gospodarek, jak też rodzi ryzyko rozpadu całego ugrupowania.
Cel ESM może być realizowany dzięki funduszom pozyskanym z emisji papierów dłużnych średnio- i długoterminowych o terminie zapadalności do 30 lat. Instrumenty te są zabezpieczone kapitałem w wysokości 80 mld euro, do którego wpłacenia do końca 2014 roku zobowiązane są nieodwołalnie państwa strefy euro, zgodnie z kluczem subskrypcji dołączonym do traktatu powołującego ESM. W ostatecznym kształcie ESM będzie dysponował kapitałem 700 mld euro (z tego 620 mld to kapitał na żądanie), co pozwoli określić go mianem największej międzynarodowej instytucji finansowej w skali świata. Do tej pory z pomocy w ramach ESM skorzystały Hiszpania i Cypr.

## Procedura
Procedura przyznania pomocy przez ESM trwa łącznie od 3 do 4 tygodni i rozpoczyna się w momencie przekazania Przewodniczącemu Zarządu ESM formalnej prośby o wsparcie finansowe. Przewodniczący powierza Komisji Europejskiej, w powiązaniu z EBC, ocenę:
- ryzyka dla stabilności finansowej strefy euro jako całości i jej członków, chyba że wcześniej stosowną analizę – w kontekście pomocy w formie skupu obligacji skarbowych na rynku wtórnym – przedłożył EBC;
- zdolności obsługi długu publicznego – w miarę możliwości ocena taka powinna być prowadzona wspólnie z MFW;
- aktualnych i potencjalnych potrzeb w zakresie finansowania państwa wnioskującego o wsparcie.

Następnie Zarząd ESM decyduje o przyznaniu pomocy, powierzając Komisji Europejskiej, w powiązaniu z EBC, negocjowanie warunków pomocy (koniecznych reform), które ujęte zostają we właściwym porozumieniu. Równolegle Dyrektor Zarządzający przygotowuje projekt porozumienia ws. instrumentu wsparcia finansowego, określający m.in. dobór instrumentów oraz warunki finansowe wsparcia (co do zasady ESM powinien dążyć do pełnego pokrycia swoich kosztów finansowania, operacyjnych, a dodatkowo obciążyć beneficjenta odpowiednią marżą). Zawartość MoU musi być zgodna ze środkami koordynacji polityk gospodarczych przewidzianymi w TFUE, w szczególności z opiniami, ostrzeżeniami, zaleceniami oraz decyzjami skierowanymi do państwa-beneficjenta. Za monitorowanie przestrzegania przez państwo-beneficjenta zobowiązań określonych w MoU odpowiada Komisja Europejska w powiązaniu z EBC oraz – w miarę możliwości – MFW19. Wsparcie dostarczane jest w jednej lub wielu transzach, zaś każda transza może być przekazana w ramach jednej lub wielu wypłatach.